# Савиньоне
Савиньоне (итал. Savignone) — коммуна в Италии, располагается в регионе Лигурия, в провинции Генуя.
Население составляет 3177 человек (2008 г.), плотность населения составляет 146 чел./км². Занимает площадь 22 км². Почтовый индекс — 16010. Телефонный код — 010.
Покровителем коммуны почитается Августин Блаженный, празднование 28 августа.

## Демография
Динамика населения:

## Администрация коммуны
- Официальный сайт: http://www.comune.savignone.ge.it/